# Constantin Cosmin Costea
Constantin Cosmin Costea (n. 5 decembrie 1986, Galați) este un jucător de fotbal român care a evoluat la cluburile de fotbal FC Oțelul Galați, FC Ceahlăul Piatra Neamț, FC Botoșani și FC Viitorul Constanța.

## Legături externe
- Constantin Costea la transfermarkt